# Замков, Василий Михайлович
Васи́лий Миха́йлович Замко́в (3 марта 1936, Яшкино, Кировская область — 2013) — советский военный советник в период Вьетнамской войны, Герой Народных Вооружённых сил Вьетнама.

## Биография
В. М. Замков родился в 1936 году в деревне Яшкино Кильмезского района. В 1943 году (после гибели отца семейства) семья переехала в расположенный недалеко и ныне исчезнувший лесопункт Алас, где работал на транспортёре.
В августе 1957 года был призван в ряды Советской Армии. После трёхлетней службы по призыву остался на сверхсрочную службу, которую проходил в том числе в Группе советских военных специалистов на Кубе, Западной группе войск (ГДР), Группе советских военных специалистов во Вьетнаме.
Во Вьетнаме был тяжело ранен при обороне места дислокации штаба подразделения и защиты мирных жителей, укрывшихся вблизи него при массированной бомбардировке американскими Б-52. За героизм был удостоен высшего вьетнамского звания «Герой Народных Вооружённых сил Вьетнама». Продолжал службу в армии в Куйбышеве. Уволился со службы в 1984 году. Скончался в 2013 году.
О вьетнамском периоде службы В. М. Замкова написана книга «Интернационалист из Вьетнама».